# Анри I д’Авогур
Анри I д'Авогур (фр. Henri Ier d'Avaugour; ок. 1100 — ум. в начале 1183) — граф Трегье, Генгана и сеньор де Гоэлё с 1154, сын Этьена I, графа де Пентьевр, и Хависы де Генган.

## Биография
После смерти своего отца Этьена I в 1135 или 1136 году Анри получил владения своей матери, Хависы де Генган, которые перешли к графству Пентьевр ещё при жизни его отца. Однако племянник Анри, герцог Бретани Конан IV, отобрал у него графство Генган.
После смерти Анри в начале 1183 года его сыну Алену I достались только сеньория Гоэлё и графство Трегье, однако, ещё ранее, в 1177 году он получил графство Пентьевр от своего двоюродного брата Жоффруа III. Потомками Анри были сеньорами д'Авогур и де Динан и претендентами на графство Пентьевр. Потомки другого сына Анри, Гозлена, были виконтами Тонкедека.

## Брак и дети
Жена с 9 сентября 1151, Майенн: Матильда де Вандом (ум. ок. 1214), дочь Жана I, графа Вандома. Дети:
- Анри (1152 — 1152)
- Ален I (ум. 29 декабря 1112 или 1 января 1213) — граф де Пентьевр с 1177; граф Трегье, Генгана и сеньор де Гоэлё с 1183
- Этьен (ум. после 1202)
- Конан де Ла Рош-Дерьен (ум. 9 февраля 1202/1214); жена — Элеонора де Пороэт (ум. 5 мая после 1243), дочь Эда II, графа де Пороэт и герцога Бретани
- дочь; муж — Конан де Леон
- Гозлен (ум. после 1239), основатель ветви виконтов Тонкедека дома де Пентьевр